# Wegscheid (Haut-Rhin)
Wegscheid település Franciaországban, Haut-Rhin megyében. Lakosainak száma 317 fő (2022. január 1.). Wegscheid Moosch, Rimbach-près-Masevaux, Oberbruck, Dolleren, Kirchberg, Sickert és Masevaux-Niederbruck községekkel határos.

## Népesség
A település népessége az elmúlt években az alábbi módon változott:
| Lakosok száma | 331  | 327  | 322  | 321  | 320  | 319  | 318  | 317  |
|               | 2013 | 2015 | 2017 | 2018 | 2019 | 2020 | 2021 | 2022 |